# Her Majesty (Lied)
Her Majesty (englisch für „Ihre Majestät“) ist ein Lied der britischen Band The Beatles, das 1969 auf dem Album Abbey Road veröffentlicht wurde. Es ist das letzte Lied des Albums und war ursprünglich auf dem Albumcover nicht gelistet; daher gilt das Lied als frühes Beispiel für einen Hidden Track. Mit einer Laufzeit von lediglich 23 Sekunden ist es das kürzeste Lied der Beatles. Als Copyright des von Paul McCartney erdachten Liedes ist Lennon/McCartney angegeben.

## Entstehung
Her Majesty wurde von Paul McCartney in drei Takes am 2. Juli 1969 in den Abbey Road Studios in London aufgenommen. Produzent war George Martin. McCartney begleitete sich hierbei lediglich auf einer akustischen Gitarre, mit der er das Lied komponiert hatte, bevor es damit zu seinen Mitmusikern ins Studio gegangen war.
Die B-Seite des Albums Abbey Road war von McCartney als langes Medley konzipiert worden, und Her Majesty sollte ein kurzer Teil dieses Medleys zwischen den Liedern Mean Mr. Mustard und Polythene Pam werden. Während des Produktionsprozesses entstand bereits eine grobe Abmischung und Kompilation des Medleys, in dem Her Majesty noch enthalten war. McCartney war mit dem Ergebnis nicht zufrieden und wies an, dass das Lied aus dem Medley entfernt werden soll. Diese Aufgabe fiel dem Techniker John Kurlander zu, der das Lied zwar herausschnitt, es aber am Ende des Medleys nach etwa 14 Sekunden Pause wieder anfügte, damit es nicht verloren ging. Her Majesty beginnt mit dem noch ausklingenden Schlussakkord aus Mean Mr. Mustard und endet abrupt, da der letzte Ton von Her Majesty bereits zum Titel Polythene Pam gehört. McCartney begeisterte sich für die nun eher zufällig entstandene Positionierung des Liedes auf dem Album und beschloss, dass das Lied an dieser Stelle verbleiben solle. Her Majesty ist somit das letzte Lied aus dem letzten Album, das die Beatles aufnahmen.
Zum 50. Jubiläum der Veröffentlichung des Albums Abbey Road wurde dieses als Abbey Road (Super Deluxe Box) neu abgemischt und mit zusätzlichen Bonustracks am 27. September 2019 neu veröffentlicht. In diesen Bonustracks finden sich alle drei Takes, die McCartney für Her Majesty aufnahm sowie auch das Medley in seiner ursprünglichen Form, aus dem der Song noch nicht herausgeschnitten war.

## Coverversionen
- Im Jahr 2002 spielte Paul McCartney das Lied bei der Party at the Palace im Garten des Buckingham Palace anlässlich des goldenen Thronjubiläums von Königin Elisabeth II.
- Die britische Band Chumbawamba veröffentlichte eine Coverversion, die mit Kritik an der britischen Königsfamilie auf eine Lauflänge von knapp zwei Minuten erweitert wurde.